# 鴨母寮 (高雄市)
鴨母寮，原寫為鴨母藔，是臺灣高雄市路竹區的一個傳統地域名稱，位於該區中南部略偏東。相較於今日行政區，其範圍大致包括鴨寮里不含南部邊界地帶中段及東半葉的東北部邊界地帶、竹南里北半葉的東部邊界地帶中至南段、北嶺里北部凸出部分的北側邊界地帶中段、三爺里東北部凸出部分的西北端、社東里南部凸出三角地區不含南端。
本地區境內主要聚落為鴨母藔，設有高苑科技大學。

## 歷史
台灣日治初期，鴨母寮地區為一街庄，稱為「鴨母藔庄」（舊制街庄），隸屬於維新里。該庄昔日西邊及北邊西段與半路竹庄為鄰，北邊中段與大社庄為鄰，北邊東段及東北邊與下社庄為鄰，東邊一小段與土庫庄為鄰，南邊為三爺埤庄，西南邊為北嶺墘庄。
1901年（日治明治三十四年）11月11日，全台廢縣廳改設二十廳，該庄隸屬於鳳山廳。1904年（明治三十七年）5月3日，該庄編入「竹仔港區」，隸屬於鳳山廳。1909年（明治四十二年）10月25日，全台合併二十廳為十二廳，竹仔港區改隸屬於臺南廳。1920年（大正九年）10月1日，全台地方制度大改正，廢十二廳改設五州二廳，該庄改制並雅化為「鴨母寮」大字，隸屬於高雄州岡山郡路竹庄（新制街庄）。
戰後路竹庄改制為路竹鄉，隸屬於高雄縣，大字亦改制為村。1950年（民國39年）10月1日，高、屏分治，路竹鄉仍隸屬於高雄縣。2010年（民國99年）12月25日，高雄縣、市合併為直轄高雄市，路竹鄉改制為路竹區，村亦改制為里。

## 聚落
本地區發展較早的聚落為鴨母藔，在日治初期的官方地圖上已有記載。

## 交通
台鐵縱貫線是台灣西部南北向鐵路幹線，經過本地區中部，並在北側邊界外緣設有路竹車站。該站屬三等站，僅停靠部分莒光號、區間快車及全部區間車；由此可前往台鐵沿線各站。
省道台1線又稱「縱貫公路」，是台北至楓港的傳統平面幹道，經過本地區西端。由該道路北行可前往路竹區路竹市區、湖內區、台南市仁德區、東區/南區等地，南行可前往岡山區、橋頭區、楠梓區、仁武區西部等地。
南科高雄園區中山高聯絡道是南科高雄園區至中山高速公路（國道1號）高科交流道的快速道路，經過本地區東南部凸出部分的頸部，並在西側與區道高7線交會處設有匝道。由此可快速前往該道路沿線各地，或銜接國道1號。
區道高7線是營前至岡山的道路，經過本地區中部偏東地帶。
區道高11線是下坑至三爺埤的道路，經過本地區東南端。
區道高17線是路竹至本洲的道路，其北側端點（起點）位於本地區北部邊界地帶略偏西的區道高18線轉角路口，由此向南南東會經過本地區主聚落。
區道高18線是烏樹林至路竹的道路，其東側端點（終點）位於本地區北部邊界地帶略偏西的區道高7線路口。

## 學校
- 高苑科技大學